# 長板
長板是滑板運動的一種，由滑浪及技術板共同演變出來。由於長板較一般滑板寬和長，因此初學者較容易平衡上手，而且比一般滑板的玩法多，可大致分為2D2F(速降Downhill、走板Dancing、花式下坡Freeride、平花Freestyle)及街滑(Cruising)。
長板運動在西方國家早已十分流行，起初以斜坡玩法為主(Downhill及Freeride)，後來就有人開始嘗試在技術板上做出各種步法(Dancing steps)及轉身動作。之後為了增加走板(Dancing)的位置，將技術板的長寬增加，慢慢演變成今天的長板。近年，長板運動在亞洲國家掀起了一股熱潮，在中國、韓國、日本、新加坡等地皆可以看到長板的身影。

## 結構
長板的主要的組成結構跟滑板是大概相同的，主要包含板面（Deck）、支架（Trucks）、軸承或培林（Bearings）和輪子（Wheels）。

### 板面
板面(Deck)是長板最重要的部份，玩家會站在板面上面滑行。長板的板面一般寬大概9-10吋，長37-50吋。長板板面並無指定外形，板形的一些特性往往決定了長板的玩法。例如彈性較少的長板一般較適合下坡，長度較長則更適合於走板。板面的製作沒有特定的材料，常見的有楓木、竹木，再加上複合材料如玻璃纖維、碳纖維等等。
長板板面上極多時候會貼上砂紙或噴砂，以增加鞋和板的摩擦力，更容易抓住長板。除了走板及少數平地花式板為了方便在板上做出轉身動作，會選擇只在兩邊貼上少量砂紙。而下坡板，街滑用的長板等多會貼上全塊砂紙方便做出Slide的動作。

### 支架
支架(Trucks)連接板面的底部及輪子，普遍一塊長板配有一對，主要用作決定長板的轉向幅度和流暢度。支架可以大致分為2種，TKP(Traditional Kingpin) 及RKP(Reverse Kingpin)，由於長板普遍使用RKP, TKP多用於短板，請參閱滑板運動。
RKP的支架在結構上可以分為底座（Baseplate）及T型架（Hanger）。底座安裝於板面的底下，有一支金屬棒稱為Kingpin，而其角度將會大大影響支架的轉向，角度大就更容易轉。底座中還有一個凹下去的部分，是T型架與底座的接觸點。
支架另外可以分為普通支架(Cast Trucks)及精準支架(Precision Trucks)，而分別在於其製作方法。普通支架一般將熱溶金屬倒進模具而成，而精準支架則使用原石切割技術，因此精準支架價錢較為昂貴，較為堅硬，轉向的誤差也較少。

### Bushings
Bushings是一顆圓形膠，中間有一個圓形的孔，用以固定在Kingpin之上。常見的Bushings有Cone(錐形)和Barrel(筒形)。一個支架架配備2粒bushings，一顆位於支架較上位置（Top Bushing），另一顆就位於較下（Lower Bushing）。
Bushings軟膠軟硬影響長板轉向幅度，較軟令支架轉向較大，較硬令支架轉向較小，較難轉彎。值得注意的是底面Bushings或2邊支架bushings不一定要相同。

### Washers
Washer是一塊呈圓形的小鐵片, 中間空心用以放進Kingpin上, 放在Bushings兩側(先放一塊Washer, 再放一顆Bushing, 放上Hanger, 最後再放Bushing及Washer。
根據Bushing的種類, 所用的Washer也會不一樣。

### 輪子
長枝的輪子較大, 由50多mm至90mm不等, 有軟硬之分。每個輪子都會放一對培林。輪子普遍在表面上都會有一層磨砂, 增加其抓地力, 令其更容易做出Slide的動作。
可分為Side set, Centre set及 Off set 3種, 分別在於培林在輪子的位置。

### 培林
長板及滑板的培林可以互相通用。

### Pivot Cup
一個用膠製成的杯狀部分, 放置於Hanger及Baseplate的接觸點。一般隨支架附送。

### Riser Pad
一塊小墊片放在板底及支架中間防止Wheel Bite或支架對板底造成傷害。